# 데위 라티
데위 라티(Dewi Ratih)는 자와섬과 발리섬에서 숭배되는 달의 힌두 여신이다. 그녀는 미모와 우아함으로 유명하여 미의 여신으로도 알려져 있다. 그녀의 신화는 월식과 관련이 있는데, 이는 모히니와 라후의 설화와 유사하다.

## 신화
데위 라티가 거인 칼라 라우를 거부하자 그는 비슈누로카를 공격할 계획을 세웠다. 칼라 라우가 신을 섬기는 선도적인 라크샤사인 쿠웨라의 형태로 천국에 도달했을 때 라티는 쿠웨라가 쿠웨라 본인이 아니라 칼라 라우라고 비슈누에게 경고했다. 비슈누는 칼라 라우가 불사신의 음료인 티르타 아메르타를 마셨다는 사실도 모른 채 칼라 라우를 참수했다.
그의 목만이 티르타 아메르타에 닿았기 때문에 칼라 라우는 떠다니는 머리로 살아 남았다. 달이 떠오르면 칼라 라우는 여신을 쫓아 데위 라티를 통째로 삼켰다. 그러나 그는 몸이 없기 때문에 데위 라티는 곧 그의 목에서 나온다. 발리와 자바에서는 이 이야기가 월식의 기원으로 여겨진다.

## 의식
발리에서는 달의 아름다움을 기념하기 위해 보름달마다 푸르나마라는 행사가 열린다. 이 의식은 또 다른 달의 신인 찬드라에게도 경의를 표한다.

## 같이 보기
- 달의 신 목록
- 라트리